# Модой, Геннадий Семёнович
Геннадий Семёнович Модой (28 декабря 1923, Ростов-на-Дону, Донская область — 15 февраля 1994, Москва) — советский легкоатлет, бегун на короткие и средние дистанции, чемпион и призёр чемпионатов СССР, участник летних Олимпийских игр 1952 года в Хельсинки. Художник.

## Биография
На Олимпиаде 1952 года выступал в беге на 800 метров. В квалификационном забеге занял третье место с результатом 1:55.8. В финальном забеге занял 7-е место (1:55.7).
1 августа 1955 года на соревнованиях в Риге вместе с соотечественниками Георгием Ивакиным, Евгением Соколовым и Олегом Агеевым установил мировой рекорд в эстафете 4 × 800 метров — 7:26.4.
В 1960-1980-х годах ответственный секретарь и главный художник журнала «Спортивные игры». Награждён орденом Отечественной войны II степени (6 апреля 1985 года) и орденом «Знак Почёта» (14 ноября 1980 года) за большую работу по подготовке и проведению Игр XXII Олимпиады.
Похоронен на Введенском кладбище (17 уч.).

## Спортивные результаты
- Чемпионат СССР по лёгкой атлетике 1947 года:
  - Бег на 400 метров —  (50,8);
- Чемпионат СССР по лёгкой атлетике 1949 года:
  - Эстафета 4×400 метров —  (3.16,4);
- Чемпионат СССР по лёгкой атлетике 1950 года:
  - Бег на 400 метров —  (49,5);
  - Бег на 800 метров —  (1.52,6);
- Чемпионат СССР по лёгкой атлетике 1951 года:
  - Бег на 800 метров —  (1.52,4);
  - Эстафета 4×400 метров —  (3.15,6);